# Wetterschornstein Buchholz

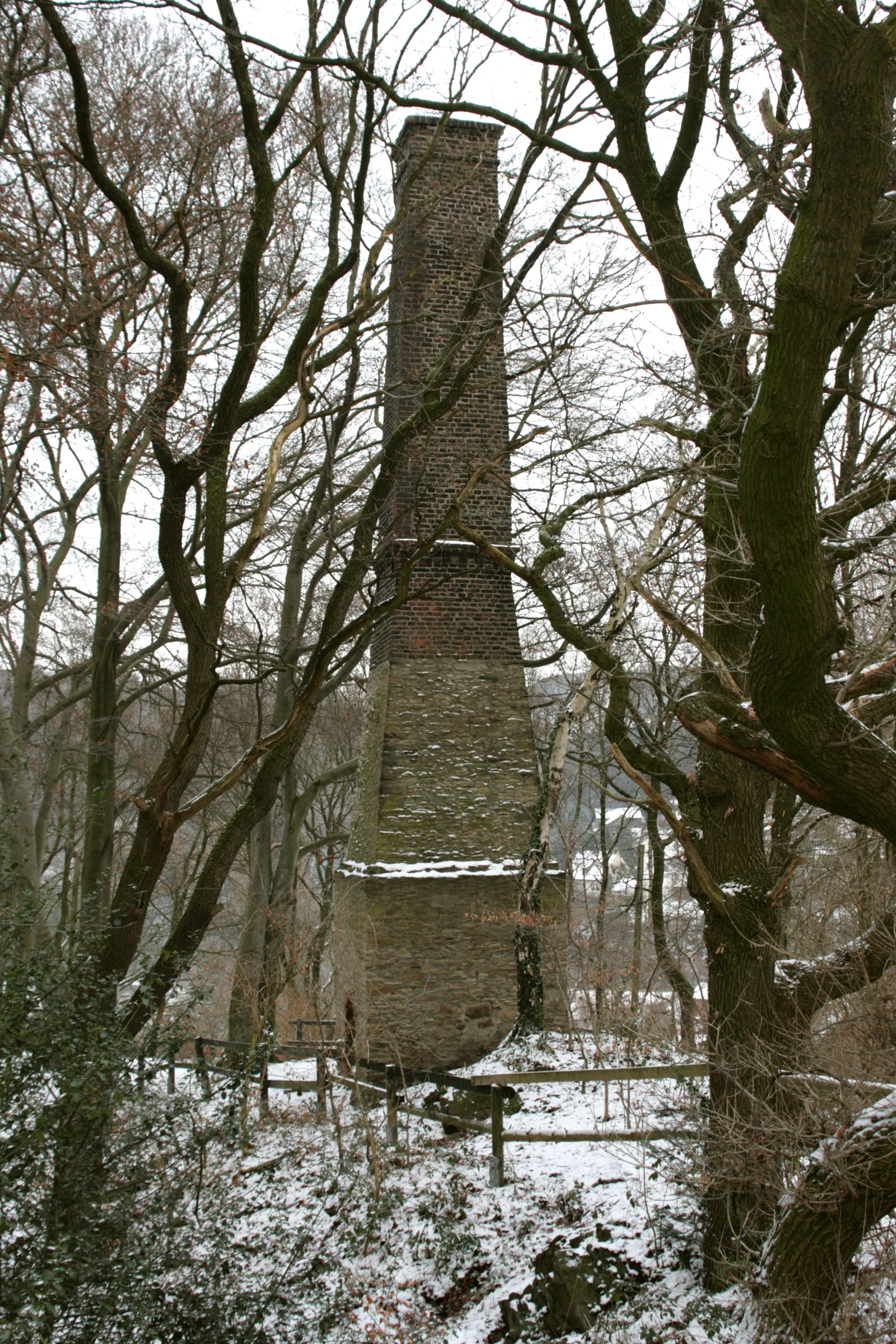
Der Wetterschornstein Buchholz

Der Wetterschornstein Buchholz ist ein denkmalgeschützter Wetterschornstein/Wetterkamin der ehemaligen Zeche Vereinigte Geschwind im Wittener Ortsteil Buchholz-Kämpen. Er ist das letzte erhaltene Bauwerk seiner Art im Ruhrgebiet.
Der Wetterschornstein wurde im Jahr 1856 errichtet und diente als Abluftkamin des Bergwerks, das unten im Hammertal aus dem tonnlägigen Schacht Henry mit Hilfe einer Dampfmaschine Steinkohle förderte. Ab 1865 gehörte das Bergwerk zur Zeche Blankenburg, deren seigerer Hauptschacht ebenfalls im Hammertal lag. 
Der Wetterschornstein war mit dem Kesselhaus der Zeche durch einen 60 Meter langen Rauchkanal verbunden. Der Rauch und die heißen Gase, die bei dem Betrieb der Dampfmaschine ausströmten, entwichen so durch den Wetterschornstein. Durch den Sog der Rauchgase wurden die zu der Verbrennung benötigte Frischluft durch den Schacht Henry herbeigeführt, die wiederum durch den Hauptschacht und andere Wetterschächte in das Bergwerk einströmte und so auch die Bergleute in der Grube mit Atemluft versorgte.
Als der Wetterschornstein um 1890 nicht mehr ausreichte, wurden von Dampfturbinen getriebene Ventilatoren installiert. 1891 wurde daher die alte Bewetterungsanlage mit dem Wetterschornstein stillgelegt, die Zeche Blankenburg folgte 1925. 